# Gigantettix gigantea
Gigantettix gigantea är en insektsart som först beskrevs av Andrej Vasiljevitj Gorochov 1992.  Gigantettix gigantea ingår i släktet Gigantettix och familjen grottvårtbitare. Inga underarter finns listade i Catalogue of Life.